# NGC 3283
NGC 3283 (również PGC 31035) – galaktyka soczewkowata (S0), znajdująca się w gwiazdozbiorze Żagla. Odkrył ją John Herschel 3 marca 1837 roku.